# Глатштейн, Яков
Яков Глатштейн (идиш יעקב גלאטשטיין‎, англ. Jacob Glatstein; 1896—1971) — еврейский поэт, прозаик и литературный критик, писавший на идише.

## Биография
Родился в семье музыкантов, последователей Хаскалы. Получил традиционное еврейское и общее образование. В 1914 г. эмигрировал в США, работал на потогонных предприятиях. В 1918—1919 гг. изучал право в Нью-Йоркском университете.

## Творчество
Ещё в детстве благодаря отцу познакомился с современной литературой на идише, которую читал запоем; тогда же начал писать. В 13 лет ездил в Варшаву, где показывал свои сочинения И. Л. Перецу, Г. Д. Номбергу и Н. Г. Прилуцкому.
Первое произведение — рассказ «Опасная женщина» — опубликовал в октябре 1914 г. в юбилейном номере газеты «Фрайе арбетер штиме». После этого прекратил писать на идише и начал изучать английский. Возобновил литературные занятия благодаря знакомству и общению с Н. Б. Минковым во время учёбы в университете.
Помимо стихов писал рассказы, проникнутые влиянием Г. де Мопассана и А. Рейзена.
Вместе с А. Гланц-Лейелесом и Н. Б. Минковым опубликовал в 1920 г. декларацию об интроспективной поэзии, которая заложила основу литературного движения «Ин зих» («В себе») и одноимённого журнала. Первый же его сборник стихотворений, озаглавленный просто «Яаков Глатштейн» (1921), принёс автору славу ярчайшего еврейского поэта Америки тех лет, сочетавшего исключительную изобретательность в создании неологизмов и неожиданных словосочетаний с особо бережным и любовным отношением к идишу.
В 1934 г. совершил поездку в Европу, отразившуюся в его романах «Когда Яш уехал» и «Когда Яш приехал» (премия Луиса Ламеда, 1940). Многочисленные отклики в прессе вызвало стихотворение «А гуте нахт, велт» («Спокойной ночи, мир», 1938), в котором поэт отверг европейскую культуру и провозгласил своё возвращение в замкнутую сферу традиционной еврейской жизни. Элегии Глатштейна о гибели польского еврейства и стихи, посвящённые возрождению Государства Израиль, проникнуты щемящей грустью и чувством тревоги, их отличают музыкальность и глубина выражения национального духа.
Глатштейн был постоянным сотрудником ежедневной газеты «Тог-моргн журнал» (с 1926 г.), еженедельника «Идишер кемпфер» (в 1945—1957 гг.), редактором (в 1928—1929 гг.) и членом редакции (1934—1938) журнала «Ин зих», выступал с откликами на все значительные события мировой и национальной литературной и культурной жизни. Своими критическими статьями заметно способствовал повышению эстетического уровня литературы на идише и росту художественной взыскательности читателей.

## Книги

### Стихотворения
- Янкев Глатштейн / Yankev glatshteyn. — Нью-Йорк, 1921. 80 pp.
- Свободные стихи / Fraye ferzn. — Нью-Йорк, 1926. 88 pp.
- Кредо / Kredos. — Нью-Йорк, 1929. 96 pp.
- На идиш-тайч / Yidishtaytshn. — Варшава: Х. Бжоза, 1937. 111 pp.
- Стихи в память / Gedenklider. — Нью-Йорк, 1943. 84 pp.
- Йосл Локшн из Хелма / Yosl Loksh fun Khelem. — Нью-Йорк, 1944. 47 pp.,
- Лучезарные евреи / Shtralndike yidn. — Нью-Йорк, 1946. 124 pp.
- О тени отца / Dem tatns shotn. — Нью-Йорк, 1953. 192 pp.
- Из всех моих трудов / Fun mayn gantser mi. — Нью-Йорк, 1956. 393 pp. (Премия Ковнера, премия Луиса Ламеда)
- Радость еврейского слова / Di freyd fun yidishn vort. — Нью-Йорк, 1961. 208 pp.
- Я вспоминаю / Kh’tu dermonen. — Нью-Йорк, 1967. 157 pp.
- Песни справа налево / Gezangen fun rekhts tsu links. — Нью-Йорк, 1971. 142 pp.